# Symphonie no 97 de Joseph Haydn

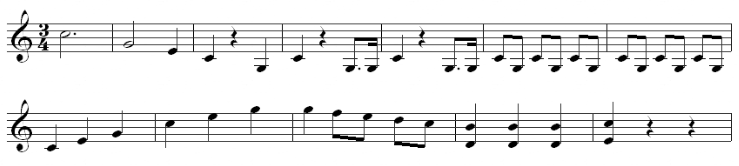
Introduction de la symphonie 97 de Haydn

La Symphonie no 97 en ut majeur, Hob. I: 97, est une symphonie du compositeur autrichien Joseph Haydn, qui a été composée en 1792 lors de son premier voyage à Londres. La création eut lieu à Londres le 3 ou 4 mai 1792.
La forme de cette symphonie est celle de la symphonie classique en quatre mouvements.

## Effectif musical
L'orchestre est composé de :
- 2 flûtes
- 2 hautbois
- 2 bassons
- 2 cors
- 2 trompettes
- timbales
- les cordes.

Lors de la création Joseph Haydn dirige l'orchestre au pianoforte.

## Analyse de l'œuvre

### Adagio - Vivace
A l'introduction lente Adagio, suit un Vivace de forme sonate classique et une coda relativement étendue.

### Adagio ma non troppo
L'Adagio ma non troppo est en forme de thème et variations avec toutes les reprises variées.

### Menuet: Allegretto
Le menuet est marqué Allegretto. Procédé inhabituel, les reprises sont écrites et comportent des modifications instrumentales.
L'écriture des cuivres et des timbales dans la partie Menuet annonce peut-être le menuet de la huitième Symphonie de Beethoven.

### Presto assai
Le finale Presto assai est un rondo-sonate.
Durée approximative : 27 minutes.